# Еленія чилійська
Еле́нія чилійська (Elaenia chilensis) — вид горобцеподібних птахів родини тиранових (Tyrannidae). Мешкає в Південній Америці. Раніше вважалася конспецифічною з білочубою еленією, однак за результатами молекулярно-генетичного дослідження виявилась генетично ближчою до андійської еленії.

## Поширення і екологія
Чилійські еленії гніздяться в Андах від південної Болівії (Чукісака) до Вогняної Землі. Взимку мігрують до південно-східної Колумбії, на схід Перу і Болівії, до Уругваю і Парагваю, на більшу частину Бразилії і Аргентини. Бродячі птахи спостерігалися на Фолклендських островах, окремі бродячі особини спостергіалися в США, в Техасі у 2008 році та у Чикаго у 2012 році.
чилійські еленії живуть в тропічних і помірних лісах та в чагарникових заростях. Зустрічаються переважно поодинці, на висоті до 3300 м над рівнем моря. Під час міграцыї можуть утворювати зграї до 100 птахів. Живляться плодами і комахами, а також травою, ягодами, насінням і горіхами.

## В культурі
На честь чилійської еленії була названа річка Біобіо в Чилі, яка дала назву регіону Біобіо.